# Daltonia tenuifolia
Daltonia tenuifolia là một loài rêu trong họ Daltoniaceae. Loài này được Mitt. mô tả khoa học đầu tiên năm 1869.